# Die unheimlichen Patrioten
Die unheimlichen Patrioten ist ein Buch aus dem Jahr 1979, das über 1000 Schweizer Personen und deren rechte bis rechtsextreme Zuordnung bzw. Aktivitäten auflistet. Das kontrovers diskutierte Buch wurde auch zu einem Justizfall bis zum Schweizerischen Bundesgericht. Die Autoren des Buches sind Jürg Frischknecht, Peter Haffner, Ueli Haldimann und Peter Niggli.

## Inhalt
Mit seinem Materialreichtum galt das Buch als Klassiker in der Darstellung der rechten Szene und ihrer Verflechtungen in der Schweiz. Die Autoren haben darin insbesondere die hitlerfreundliche Haltung von Schweizer Wirtschafts- und Akademikerkreisen in den 1930er und 1940er Jahren betrachtet.

## Wirkung
Das Buch schlug politische Wellen und hatte für die Betroffenen Konsequenzen. So verlor beispielsweise der Pfarrer Gerd Zikeli wegen seiner im Buch dokumentierten Neonazi-Aktivitäten seine Anstellung bei der Evangelisch-reformierten Kirchgemeinde Straubenzell St. Gallen West, was auch eine juristische Aufarbeitung bis zum Schweizerischen Bundesgericht nach sich zog. Auch der Nationalrat Robert Eibel prozessierte erfolglos bis vor das Bundesgericht.
Die unheimlichen Patrioten wurden von rechten Kreisen als Beleg dafür angegeben, dass auch die Politische Linke in der Schweiz Fichen über Schweizer führte. Das Buch wurde als Quelle für verschiedene Personenartikel im Historischen Lexikon der Schweiz benutzt, zum Beispiel über Peter Dürrenmatt, Robert Eibel, Rudolf Farner, Jean-Jacques Hegg, Ernst Mörgeli, Ernst Cincera und Andreas Sprecher von Bernegg.

## Ausgaben des Buches
Alle Ausgaben des Buches erschienen im Limmat-Verlag, Zürich.
- Die Erstauflage des Buches von 1979 mit dem ironischen Untertitel «ein aktuelles Handbuch» umfasste 512 Seiten, ISBN 3-85791-018-6.
- 1984 erschien ein 800-seitiger Ergänzungsband, ISBN 3-85791-078-X.
- Nach fünf Auflagen erschien eine «nicht mehr zensurierte» Auflage mit 794 Seiten, ISBN 3-85791-077-1.

1998 veröffentlichten Peter Niggli und Jürg Frischknecht ein Buch über das Buch mit dem Titel Rechte Seilschaften: wie die «unheimlichen Patrioten» den Zusammenbruch des Kommunismus meisterten, ISBN 978-3-85869-165-1.